# Валантен д’Отрив
Валантен д'Отрив (пол. Valentin d'Hauterive) — дворянский род.
В прежнем Познанском Воеводстве оседлые. Пётр-Давид Валантен в 1775 году владел поместьем Лагенгоф в Валецком Повете.

## Описание герба
В красном поле золотая перевязь.
В навершии шлема три страусовые пера. Герб д’Отрив (употребляют: Валантен д’Отрив) внесен в Часть 2 Гербовника дворянских родов Царства Польского, стр. 126.